# Передова авіабаза
Передова авіабаза або наступальний аеродром також аеродром підскоку  — військові терміни для позначення відносно примітивних аеродромів для дозаправлення та переозброєння авіаційних частин у рамках проведення наступальних операцій поблизу ворога. Також називаються передовими аеродромами зважаючи на свої передові позиції, а не передові можливості; такі аеродроми зазвичай не мають повноцінних підрозділів аеродромного обслуговування, та не мають комфорту і безпеки, які забезпечені на основних авіабазах. Передові аеродроми можуть зазнавати спостереження та атак противника і переходити в інші руки після бою.

## Переваги використання передових авіабаз
Переваги використання передових аеродромів різні.
- Повітряні нальоти можуть проникати глибше на територію, що утримуються противником, вражаючи ворога непередбаченим радіусом дій.
- Повітряні частини, розташовані ближче до передової можуть більш оперативно реагувати на потреби дружніх сухопутних та морських підрозділів.
- Пошкоджений літак може приземлитися на передовій авіабазі, щоб врятувати персонал на борту, а можливо і сам літак.
- Поранені військові можуть бути привезені до передової авіабази та евакуйовані для надання повної медичної допомоги в лікарнях тилової зони.
- Літаки меншої дальності дії, такі як винищувачі, можуть бути розміщені на передовій авіабазі для супроводження строєм літаків більшої дальності, таких як бомбардувальники.

## Російсько-Українська війна
В умовах доступності всієї території України для обстрілу крилатими ракетами та БПЛА виникає задача постійного і тимчасового базування військової авіації. За повідомленнями російських ЗМІ, українські військові використовували як передові аеродроми для Су-27 та інших літаків наближені до фронту аеродроми, такі як Миргород, а також ймовірно використовували для цих цілей підготовлені ділянки автошляхів.. Своєю чергою, російські військові як передові аеродроми зимою 2022-2023 використовували в тому числі майданчики під Маріуполем.